# Euphorbia deightonii
Euphorbia deightonii Croizat es una especie fanerógama perteneciente a la familia Euphorbiaceae. Es endémica de Sierra Leona.  

## Descripción
Es un arbusto como candelabro o pequeño árbol que alcanza un tamaño  de 4,5-6 m de altura, al parecer sin un tronco distintivo forma grupos grandes de 12 metros de diámetro, los nuevos brotes que surgen de la base, con ramas 3-6 angulares, de 4,5 cm de ancho, constreñido en  intervalos de hasta 4,5 cm de largo, los ángulos algo alados.

## Ecología
Se encuentra en la llanuras costeras secas; a menudo plantado como una planta de seto.
En el cultivo de esta especie de rápido crecimiento deben ser protegidas del frío.

## Taxonomía
Euphorbia deightonii fue descrita por León Croizat y publicado en Bulletin of Miscellaneous Information Kew 1938: 58. 1938.
Etimología
Euphorbia: nombre genérico que deriva del médico griego del rey Juba II de Mauritania (52 a 50 a. C. - 23), Euphorbus, en su honor – o en alusión a su gran vientre –  ya que usaba médicamente Euphorbia resinifera. En 1753 Carlos Linneo asignó el nombre a todo el género.
deightonii: epíteto otorgado en honor del micólogo británico Frederick C. Deighton (1903 - 1992).